# Billerica (Massachusetts)
Billerica é uma vila localizada no condado de Middlesex no estado estadounidense de Massachusetts. No Censo de 2010 tinha uma população de 40 243 habitantes e uma densidade populacional de 590,55 pessoas por km².

## Geografia
Billerica encontra-se localizado nas coordenadas 42° 33′ 35″ N, 71° 15′ 39″ O. Segundo a Departamento do Censo dos Estados Unidos, Billerica tem uma superfície total de 68.15 km², da qual 66.22 km² correspondem a terra firme e (2.83%) 1.93 km² é água.

## Demografia
Segundo o censo de 2010, tinha 40 243 pessoas residindo em Billerica. A densidade populacional era de 590,55 hab./km². Dos 40.243 habitantes, Billerica estava composto pelo 90.16% brancos, o 2.11% eram afroamericanos, o 0.15% eram amerindios, o 5.45% eram asiáticos, o 0.02% eram insulares do Pacífico, o 0.7% eram de outras raças e o 1.41% pertenciam a duas ou mais raças. Do total da população o 2.57% eram hispanos ou latinos de qualquer raça.